# Cistugo seabrae
Cistugo seabrae é uma espécie de morcego da família Cistugidae. Pode ser encontrada no sudoeste de Angola, oeste da Namíbia e noroeste da África do Sul.

Habita ambientes artificiais e áreas rochosas, como falésias e montanhas desérticas. É uma espécie congregatória, cujo comprimento das gerações é de cerca de 5,62 anos.